# Eu, Cezar
Moi César, 10 ans ½, 1m39 este un film francez realizat de Richard Berry în anul 2003.

## Sinopsis
César este un băiat de 10 ani și jumătate, foarte îndrăgostit de colega sa de clasă Sarah, asemenea celui mai bun prieten al său, Morgan. Acesta din urmă dorește să își cunoască tatăl, astfel că toți 3 se îmbarcă spre o aventură în Londra.

## Distribuție
- Jules Sitruk: César Petit
- Maria de Medeiros: Chantal Petit
- Jean-Philippe Ecoffey: Bertrand Petit
- Joséphine Berry: Sarah Delgado
- Mabo Kouyaté: Morgan Boulanger
- Anna Karina: Gloria
- Jean-Paul Rouve: Le prof de gym
- Didier Bénureau: Le directeur de l'école
- Stéphane Guillon: Le père de Sarah
- Katrine Boorman: La mère de Sarah
- Cécile de France: Samantha
- Jean Benguigui: Papy
- Annick Blancheteau: Mamy
- Murray Head: M. Fitzpatrick
- Charley Boorman: Charley Fitzpatrick
- Ivy Omere: Mme Fitzpatrick

Filmul a fost prezentat la Festival des films du monde de Montréal la data de 28 august 2003.